# Paura rossa
L'espressione "Paura rossa" (in inglese Red Scare) è stata applicata a due distinti periodi di intenso anticomunismo nella storia degli Stati Uniti: dal 1917 al 1920 e durante i primi anni cinquanta. Entrambi i periodi furono caratterizzati da una diffusa paura dell'influenza di comunisti e anarchici sulla società statunitense e della loro infiltrazione nel governo. Queste paure spronarono investigazioni aggressive e (particolarmente nel periodo 1917-1920) la carcerazione di persone che si riteneva fossero motivate dall'ideologia comunista o anarchica o associate a movimenti politici di questo tipo.
Il termine viene molto spesso utilizzato per descrivere l'atmosfera politica che aleggiava attorno alle persecuzioni politiche interne e le violazioni dei diritti civili, ma può anche descrivere le paure strettamente correlate, durante la Guerra fredda, di un imminente attacco agli Stati Uniti o ai loro alleati da parte dell'Unione Sovietica o della Repubblica Popolare Cinese.
Il termine "paura rossa" non deve essere confuso con il termine "terrore rosso".

## La prima "paura rossa"

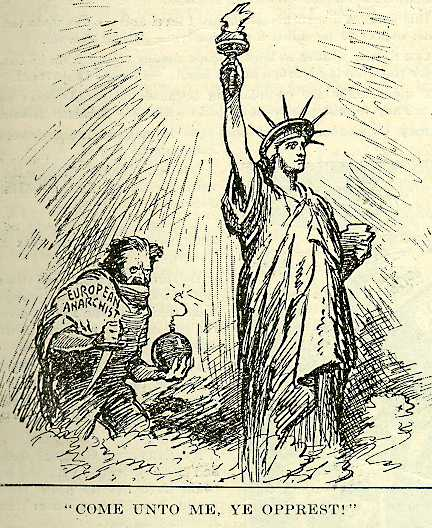
Un “anarchico europeo” tenta di distruggere la Statua della Libertà (1919)

La prima "paura rossa" della storia americana occorse immediatamente dopo la Rivoluzione russa del 1917 che portò alla caduta dello Zar e all'ascesa di Lenin e corrisponde al cosiddetto Biennio rosso europeo.
Le paure di un piano comunista per rovesciare in maniera simile il governo degli Stati Uniti, innescate da una serie di attentati anarchici nel giugno 1919, sono ritenute da molti come la causa che portò ai Palmer Raids ordinati da Alexander Mitchell Palmer contro gruppi anarchici e comunisti, all'incarcerazione degli attivisti di sinistra come Eugene V. Debs, sfruttando l'Atto sullo spionaggio del 1917 e l'Atto sulla sedizione del 1918, e al processo e all'esecuzione di Sacco e Vanzetti.
A differenza della seconda "paura rossa", i movimenti di sinistra radicale (soprattutto socialisti) erano realmente diffusi negli Stati Uniti, e non limitati a strati intellettuali. In particolare, tra il 1910 e il 1920 il sindacato IWW riuscì a organizzare molti scioperi vittoriosi, mentre anche altri sindacati si diffondevano tra le fabbriche dell'est e nei distretti minerari.
La "paura rossa", con i processi, le incarcerazioni, la strategia di divisione tra sindacati "radicali" e "riformisti", le persecuzioni di polizia per attivisti e sindacalisti, giornalisti e giornali di sinistra, riuscì ad arrestare il radicamento di queste idee, impedendo in pratica (a differenza che in Europa) la diffusione negli USA di grandi partiti socialisti e comunisti.
Uno dei punti di forza della repressione fu la disomogeneità etnica dei radicali, spesso immigrati di prima o seconda generazione, per lo più irlandesi, italiani, ebrei, polacchi, finlandesi, greci o anche (sebbene non in maniera massiccia) afro-americani.
Su queste divisioni, sfruttando anche il tradizionale razzismo di molti lavoratori WASP e la difficoltà di comunicare tra madrelingue differenti, si basò in parte il rapido normalizzarsi della situazione operaia americana.
Però in vari movimenti progressisti, e all'interno del Partito Democratico dei tardi anni venti, furono recuperati pezzi di elaborazione politica propri della sinistra radicale americana del primo ventennio del '900, in particolare l'antirazzismo, fino ad allora estraneo al Partito Democratico.

## La seconda "paura rossa": il maccartismo
La "paura rossa" riapparve durante il cosiddetto maccartismo, dal 1947 alla metà degli anni cinquanta. Durante i tardi anni quaranta diversi eventi sensazionali catturarono l'attenzione pubblica, compresi il processo a Julius ed Ethel Rosenberg per tradimento (che risultò nelle loro esecuzioni assai pubblicizzate); la bomba atomica dell'Unione Sovietica, che pose fine al monopolio USA sulle armi nucleari; e l'inizio della Guerra di Corea. Eventi come questi ebbero un notevole effetto sull'opinione degli americani circa la loro sicurezza e alimentarono un subdolo sentimento di paranoia incentrato su una guerra nucleare con l'URSS che pareva inevitabile, e sull'idea che una vasta cospirazione di spie e di simpatizzanti comunisti lavorasse per portare alla caduta del popolo americano.
L'isteria da "paura rossa" si manifestò in vari modi: soprattutto l'azione del Comitato Parlamentare per le Attività Anti-americane, l'ascesa del senatore Joseph McCarthy e l'accelerazione della corsa agli armamenti. Film propagandistici come Red Nightmare (Incubo Rosso) furono commissionati per accrescere la paura del comunismo e dell'Unione Sovietica.
Ciò ebbe anche effetti subdoli sullo stile di vita americano, contribuendo alla popolarità dei rifugi antiatomici nelle abitazioni. Può anche essere vista come un fattore che contribuì alla crescita della popolarità dei film di fantascienza sulle invasioni aliene a partire dagli anni cinquanta. Molti film gialli e di fantascienza del periodo usarono il tema di un nemico sinistro e disumano che progettava di infiltrare la società e distruggere lo stile di vita americano: uno dei migliori esempi è il classico L'invasione degli ultracorpi (1956).

## Reazioni alla "paura rossa"
Molti americani risposero alle manifestazioni più rozze della "paura rossa" rifiutando le visioni anticomuniste della politica estera. Molte delle accuse più estreme del maccartismo — come la pretesa che il presidente Dwight Eisenhower fosse un comunista — appaiono ora ridicole. Il dibattito se Alger Hiss davvero abbia lavorato per i servizi segreti sovietici continua tutt'oggi.

## Controversia continua
Anche se l'interpretazione della "paura rossa" può sembrare di mero interesse storico, a seguito della fine della Guerra Fredda e alla quasi scomparsa del comunismo come ideologia diffusa, le divisioni politiche che creò negli Stati Uniti continuano a manifestarsi, e la politica e la storia dell'anticomunismo negli Stati Uniti sono ancora soggetto di polemica. 
Una fonte di controversia è costituita dalle azioni intraprese contro la sinistra radicale durante i periodi di Palmer e McCarthy, che sono ritenute fornire una cornice storica per azioni simili contro l'Islam radicale a seguito degli attacchi terroristici dell'11 settembre 2001: un'analogia, questa, resa esplicita sia dagli oppositori di sinistra a tali azioni come l'Unione Americana delle Libertà Civili sia dai propositori di destra come Ann Coulter.